# Looney Tunes B-Ball
Looney Tunes B-Ball è un videogioco di pallacanestro del 1995 per Super Nintendo Entertainment System. È stato sviluppato da Sculptured Software.

## Modalità di gioco
Looney Tunes B-Ball è un videogioco arcade di pallacanestro con protagonisti i Looney Tunes. Ogni partita si svolge 2 contro 2, quindi è possibile giocare fino a 4 giocatori utilizzando il SNES Multitap. La partita è divisa in quattro quarti. Ogni personaggio è dotato di particolari tecniche e caratteristiche.

## Personaggi
- Bugs Bunny
- Duffy Duck
- Diavolo della Tasmania
- Taddeo
- Marvin il Marziano
- Silvestro
- Wile E. Coyote
- Yosemite Sam